# Catsina (cidade)
Pronunciação
Catsina (Katsina) é uma cidade-estado da Nigéria, capital do estado de Catsina. Sua população é estimada em 485.421.

## Geografia
Catsina está localizada cerca de 250 km a leste da cidade de Socoto, e 130 km a noroeste de Cano, perto da fronteira com o Níger em, aproximadamente,12° 59′ N, 7° 36′ L. A cidade é o centro de uma região  agrícola produtora de amendoim, algodão, couro, painço e milho guiné, possui também fábricas de óleo de amendoim e de aço. A cidade é em grande parte muçulmana e a população é proveniente principalmente dos grupos étnicos dos fulas e hauçás. O ex-presidente nigeriano Umaru Yar'Adua foi um nativo de Catsina.

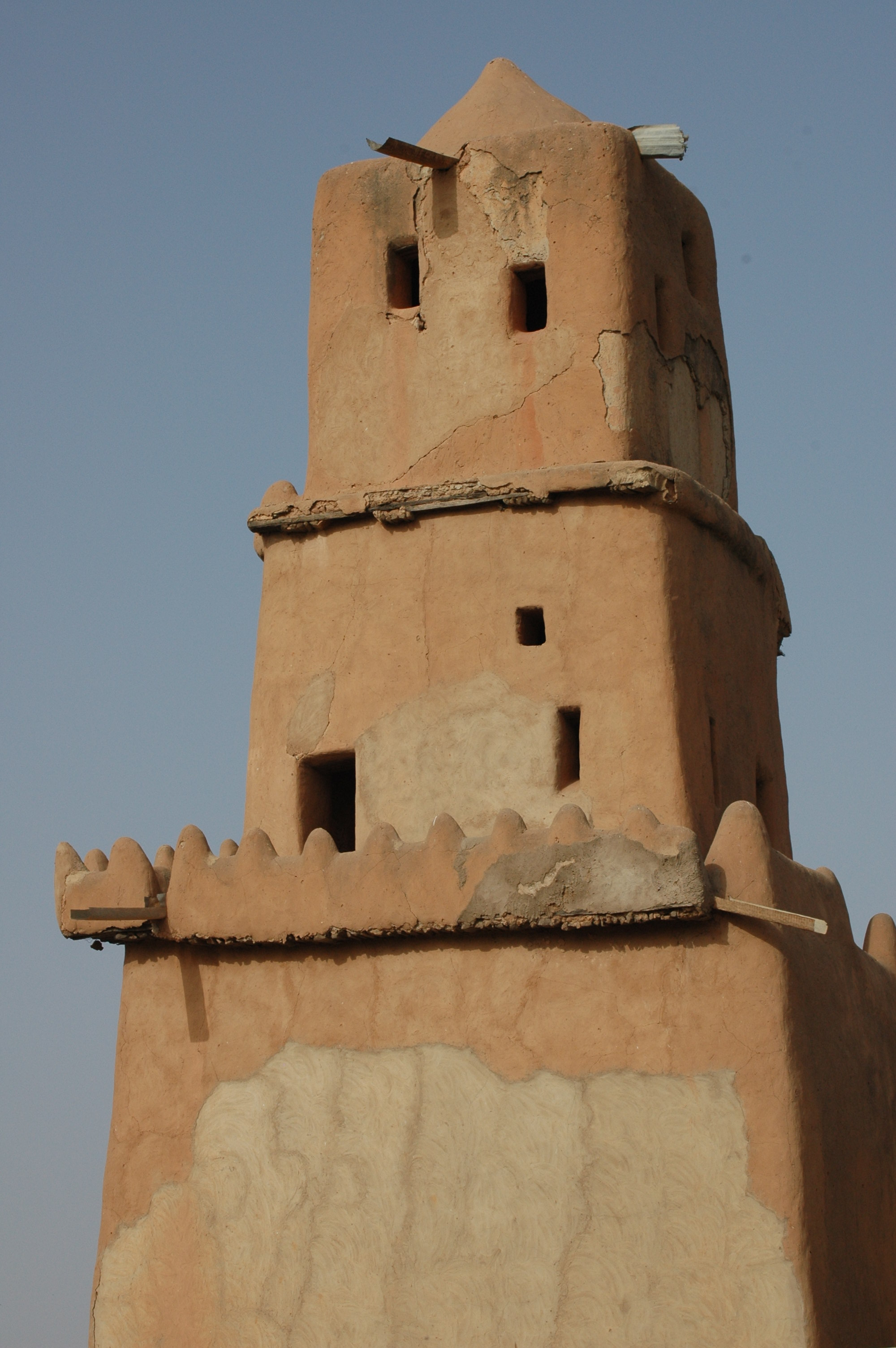
Minarete Gobarau

## História
Rodeada por muralhas de 21 km de extensão, acredita-se que Catsina tenha sido fundada por volta do ano 1100; Em tempos pré-islâmicos o semidivino governante de Catsina, conhecido como o Sarqui, enfrentava uma sentença de morte sumária caso estivesse governando de forma incompetente.
Do século XVII para o XVIII, foi o coração comercial da Hauçalândia e se tornou a maior das sete cidades-estado hauçá; Catsina foi conquistada pelos fulas durante as guerras fulas em 1807, tornando-se subsidiária da vizinha Cano. Em 1903, o emir Muhammadu Dikko aceitou o domínio britânico, que durou até a independência nigeriana da Grã-Bretanha em 1960. Atualmente Catsina possui muitas empresa de tecnologia da informação, proporcionando acesso à Internet aos seus habitantes. Empresas como a N.I.V. Internet Services, Continental Computers e E.C. computers estão em primeiro plano nesta área.
A cidade possui uma longa história de educação ocidental, desde o início da década de 1950, quando a primeira escola de ensino médio foi estabelecida no norte da Nigéria. Atualmente existe um bom número de instituições de ensino superior, incluindo duas universidades, a Universidade Estadual de Catsina (KTSU) e a Universidade de Catsina, sendo esta última de propriedade particular.
A cidade é também local de uma famosa mesquita do século XVIII que contém o minarete Gobarau, uma torre de 50 pés feita de barro e ramos de palma.